# Rauhiella brasiliensis
Rauhiella brasiliensis là một loài thực vật có hoa trong họ Lan. Loài này được Pabst & Braga miêu tả khoa học đầu tiên năm 1978.